# Oxalis pilulifera
Oxalis pilulifera är en harsyreväxtart som beskrevs av Prog.. Oxalis pilulifera ingår i släktet oxalisar, och familjen harsyreväxter. Inga underarter finns listade i Catalogue of Life.